# Categoría Primera A (1996/1997)
I liga kolumbijska w piłce nożnej (1996/97)
Mistrzem Kolumbii w 1997 roku został klub América Cali, natomiast wicemistrzem - klub Atlético Bucaramanga.
Do Copa Libertadores w roku 1998 zakwalifikowały się następujące kluby:
- América Cali (mistrz Kolumbii)
- Atlético Bucaramanga (wicemistrz Kolumbii)

Do Copa CONMEBOL w roku 1998 zakwalifikowały się następujące kluby:
- Quindío Armenia (drugie miejsce w turnieju Adecuación 1997)
- Once Caldas (trzecie miejsce w turnieju Adecuación 1997)

Do drugiej ligi spadły następujące kluby:
- Cúcuta (ostatni w tabeli sumarycznej turniejów Copa Mustang I i Copa Mustang II spadł z ligi jeszcze przed Torneo Adecuación 1997)
- Deportivo Pereira (spadł z ligi na koniec sezonu)

Z drugiej ligi awansowały następujące kluby:
- Unicosta Barranquilla (mistrz II ligi w sezonie 1996/97 awansował w trakcie sezonu 1996/97, jeszcze przed Torneo Adecuación 1997, w którym wziął udział)
- Atlético Huila (mistrz II ligi w 1997 uzyskał awans po zakończeniu całego pierwszoligowego sezonu 1996/97)

## Copa Mustang I

### Kolejka 1
| Data            | Mecz                                           |
| --------------- | ---------------------------------------------- |
| 8 września 1996 | Deportivo Tuluá - Quindío Armenia 2:2          |
| 8 września 1996 | América Cali - Deportivo Cali 1:3              |
| 8 września 1996 | Millonarios FC - Independiente Santa Fe 0:1    |
| 8 września 1996 | Tolima Ibagué - Envigado 3:2                   |
| 8 września 1996 | Deportivo Pereira - Once Caldas 3:2            |
| 8 września 1996 | Atlético Junior - Unión Magdalena 1:0          |
| 8 września 1996 | Atlético Bucaramanga - Cúcuta 1:0              |
| 8 września 1996 | Independiente Medellín - Atlético Nacional 0:0 |

### Kolejka 2
| Data             | Mecz                                           |
| ---------------- | ---------------------------------------------- |
| 15 września 1996 | Quindío Armenia - Atlético Bucaramanga 1:1     |
| 15 września 1996 | Deportivo Cali - Atlético Junior 2:0           |
| 15 września 1996 | Independiente Santa Fe - Deportivo Pereira 0:0 |
| 15 września 1996 | Envigado - Tolima Ibagué 3:0                   |
| 15 września 1996 | Once Caldas - Millonarios FC 3:1               |
| 15 września 1996 | Unión Magdalena - América Cali 2:2             |
| 15 września 1996 | Cúcuta - Deportivo Tuluá 1:2                   |
| 15 września 1996 | Atlético Nacional - Independiente Medellín 1:0 |

### Kolejka 3
| Data             | Mecz                                              |
| ---------------- | ------------------------------------------------- |
| 22 września 1996 | Deportivo Tuluá - Unión Magdalena 2:1             |
| 22 września 1996 | América Cali - Once Caldas 2:1                    |
| 22 września 1996 | Millonarios FC - Envigado 0:0                     |
| 22 września 1996 | Tolima Ibagué - Independiente Santa Fe 1:2        |
| 22 września 1996 | Deportivo Pereira - Deportivo Cali 0:0            |
| 22 września 1996 | Atlético Junior - Quindío Armenia 7:1             |
| 22 września 1996 | Atlético Bucaramanga - Independiente Medellín 0:0 |
| 22 września 1996 | Atlético Nacional - Cúcuta 3:0                    |

### Kolejka 4
| Data             | Mecz                                         |
| ---------------- | -------------------------------------------- |
| 25 września 1996 | Independiente Medellín - Atlético Junior 3:3 |
| 25 września 1996 | Quindío Armenia - Deportivo Pereira 2:2      |
| 25 września 1996 | Deportivo Cali - Tolima Ibagué 1:0           |
| 25 września 1996 | Independiente Santa Fe - Millonarios FC 1:1  |
| 25 września 1996 | Envigado - América Cali 1:2                  |
| 25 września 1996 | Once Caldas - Deportivo Tuluá 1:0            |
| 25 września 1996 | Unión Magdalena - Cúcuta 0:0                 |
| 25 września 1996 | Atlético Bucaramanga - Atlético Nacional 1:0 |

### Kolejka 5
| Data             | Mecz                                           |
| ---------------- | ---------------------------------------------- |
| 29 września 1996 | Cúcuta - Once Caldas 1:2                       |
| 29 września 1996 | Deportivo Tuluá - Envigado 2:2                 |
| 29 września 1996 | América Cali - Independiente Santa Fe 1:0      |
| 29 września 1996 | Millonarios FC - Deportivo Cali 1:1            |
| 29 września 1996 | Tolima Ibagué - Quindío Armenia 2:2            |
| 29 września 1996 | Deportivo Pereira - Independiente Medellín 2:3 |
| 29 września 1996 | Atlético Junior - Atlético Bucaramanga 1:0     |
| 29 września 1996 | Atlético Nacional - Unión Magdalena 1:0        |

### Kolejka 6
| Data                | Mecz                                         |
| ------------------- | -------------------------------------------- |
| 2 października 1996 | Atlético Bucaramanga - Deportivo Pereira 3:1 |
| 2 października 1996 | Independiente Medellín - Tolima Ibagué 1:3   |
| 2 października 1996 | Quindío Armenia - Millonarios FC 3:2         |
| 2 października 1996 | Deportivo Cali - América Cali 0:1            |
| 2 października 1996 | Independiente Santa Fe - Deportivo Tuluá 2:0 |
| 2 października 1996 | Envigado - Cúcuta 3:0                        |
| 2 października 1996 | Once Caldas - Unión Magdalena 3:0            |
| 2 października 1996 | Atlético Junior - Atlético Nacional 0:1      |

### Kolejka 7
| Data                | Mecz                                        |
| ------------------- | ------------------------------------------- |
| 6 października 1996 | Unión Magdalena - Envigado 1:0              |
| 6 października 1996 | Cúcuta - Independiente Santa Fe 2:2         |
| 6 października 1996 | Deportivo Tuluá - Deportivo Cali 0:0        |
| 6 października 1996 | América Cali - Quindío Armenia 2:0          |
| 6 października 1996 | Millonarios FC - Independiente Medellín 0:1 |
| 6 października 1996 | Tolima Ibagué - Atlético Bucaramanga 1:1    |
| 6 października 1996 | Deportivo Pereira - Atlético Junior 0:1     |
| 6 października 1996 | Atlético Nacional - Once Caldas 0:0         |

### Kolejka 8
| Data                 | Mecz                                         |
| -------------------- | -------------------------------------------- |
| 13 października 1996 | Atlético Junior - Tolima Ibagué 2:2          |
| 13 października 1996 | Atlético Bucaramanga - Millonarios FC 1:1    |
| 13 października 1996 | Independiente Medellín - América Cali 0:1    |
| 13 października 1996 | Quindío Armenia - Deportivo Tuluá 1:0        |
| 13 października 1996 | Deportivo Cali - Cúcuta 2:1                  |
| 13 października 1996 | Independiente Santa Fe - Unión Magdalena 4:0 |
| 13 października 1996 | Envigado - Once Caldas 0:0                   |
| 13 października 1996 | Deportivo Pereira - Atlético Nacional 1:3    |

### Kolejka 9
| Mecze 20 i 21 października 1996              |
| -------------------------------------------- |
| Once Caldas - Independiente Santa Fe 1:1     |
| Unión Magdalena - Deportivo Cali 2:0         |
| Cúcuta - Quindío Armenia 1:1                 |
| Deportivo Tuluá - Independiente Medellín 0:0 |
| América Cali - Atlético Bucaramanga 2:0      |
| Atlético Nacional - Envigado 2:2             |
| Millonarios FC - Atlético Junior 2:3         |
| Tolima Ibagué - Deportivo Pereira 0:1        |

### Kolejka 10
| Data                 | Mecz                                       |
| -------------------- | ------------------------------------------ |
| 27 października 1996 | Atlético Junior - América Cali 0:1         |
| 27 października 1996 | Deportivo Cali - Once Caldas 2:1           |
| 27 października 1996 | Deportivo Pereira - Millonarios FC 1:1     |
| 27 października 1996 | Atlético Bucaramanga - Deportivo Tuluá 2:1 |
| 27 października 1996 | Independiente Medellín - Cúcuta 0:0        |
| 27 października 1996 | Quindío Armenia - Unión Magdalena 3:2      |
| 27 października 1996 | Independiente Santa Fe - Envigado 3:2      |
| 27 października 1996 | Tolima Ibagué - Atlético Nacional 1:3      |

### Kolejka 11
| Data             | Mecz                                           |
| ---------------- | ---------------------------------------------- |
| 3 listopada 1996 | Envigado - Deportivo Cali 2:2                  |
| 3 listopada 1996 | Unión Magdalena - Independiente Medellín 1:2   |
| 3 listopada 1996 | Cúcuta - Atlético Bucaramanga 1:2              |
| 3 listopada 1996 | Deportivo Tuluá - Atlético Junior 1:1          |
| 3 listopada 1996 | América Cali - Deportivo Pereira 2:1           |
| 3 listopada 1996 | Millonarios FC - Tolima Ibagué 0:0             |
| 3 listopada 1996 | Atlético Nacional - Independiente Santa Fe 3:0 |
| 7 listopada 1996 | Once Caldas - Quindío Armenia 3:0              |

### Kolejka 12
| Data              | Mecz                                        |
| ----------------- | ------------------------------------------- |
| 14 listopada 1996 | Atlético Junior - Cúcuta 4:1                |
| 14 listopada 1996 | Millonarios FC - Atlético Nacional 0:0      |
| 14 listopada 1996 | Tolima Ibagué - América Cali 1:2            |
| 14 listopada 1996 | Independiente Medellín - Once Caldas 2:1    |
| 14 listopada 1996 | Deportivo Pereira - Deportivo Tuluá 1:1     |
| 14 listopada 1996 | Atlético Bucaramanga - Unión Magdalena 0:1  |
| 14 listopada 1996 | Quindío Armenia - Envigado 0:0              |
| 27 listopada 1996 | Deportivo Cali - Independiente Santa Fe 1:0 |

### Kolejka 13
| Mecze 16 i 17 listopada 1996                 |
| -------------------------------------------- |
| Atlético Nacional - Deportivo Cali 1:1       |
| Cúcuta - Deportivo Pereira 2:2               |
| América Cali - Millonarios FC 1:0            |
| Deportivo Tuluá - Tolima Ibagué 1:0          |
| Independiente Santa Fe - Quindío Armenia 0:0 |
| Unión Magdalena - Atlético Junior 3:0        |
| Once Caldas - Atlético Bucaramanga 3:1       |
| Envigado - Independiente Medellín 1:1        |

### Kolejka 14
| Data              | Mecz                                                |
| ----------------- | --------------------------------------------------- |
| 24 listopada 1996 | Tolima Ibagué - Cúcuta 1:1                          |
| 24 listopada 1996 | Millonarios FC - Deportivo Tuluá 1:2                |
| 24 listopada 1996 | Deportivo Pereira - Unión Magdalena 1:2             |
| 24 listopada 1996 | Atlético Junior - Once Caldas 3:1                   |
| 24 listopada 1996 | Quindío Armenia - Deportivo Cali 2:6                |
| 24 listopada 1996 | Atlético Bucaramanga - Envigado 3:1                 |
| 24 listopada 1996 | Independiente Medellín - Independiente Santa Fe 1:1 |
| 24 listopada 1996 | América Cali - Atlético Nacional 3:2                |

### Kolejka 15
| Data           | Mecz                                              |
| -------------- | ------------------------------------------------- |
| 1 grudnia 1996 | Envigado - Atlético Junior 1:2                    |
| 1 grudnia 1996 | Deportivo Tuluá - América Cali 0:2                |
| 1 grudnia 1996 | Unión Magdalena - Tolima Ibagué 3:1               |
| 1 grudnia 1996 | Deportivo Cali - Independiente Medellín 4:2       |
| 1 grudnia 1996 | Atlético Nacional - Quindío Armenia 3:1           |
| 1 grudnia 1996 | Independiente Santa Fe - Atlético Bucaramanga 0:2 |
| 1 grudnia 1996 | Cúcuta - Millonarios FC 2:0                       |
| 1 grudnia 1996 | Once Caldas - Deportivo Pereira 1:2               |

### Kolejka 16
| Mecze 4 i 5 grudnia 1996                                              |
| --------------------------------------------------------------------- |
| América Cali - Cúcuta 3:0                                             |
| Deportivo Tuluá - Atlético Nacional 0:0                               |
| Millonarios FC - Unión Magdalena 3:0                                  |
| Deportivo Pereira - Envigado 1:3                                      |
| Atlético Junior - Independiente Santa Fe 4:1                          |
| Atlético Bucaramanga - Deportivo Cali 1:0                             |
| Independiente Medellín - Quindío Armenia 1:0                          |
| Tolima Ibagué - Once Caldas 1:0 mecz rozegrany w późniejszym terminie |

### Kolejka 17
| Mecze 7 i 8 grudnia 1996                       |
| ---------------------------------------------- |
| Envigado - Tolima Ibagué 4:2                   |
| Quindío Armenia - Deportivo Tuluá 0:1          |
| Independiente Santa Fe - Millonarios FC 1:0    |
| Unión Magdalena - Atlético Junior 1:0          |
| Deportivo Cali - América Cali 2:1              |
| Once Caldas - Deportivo Pereira 0:0            |
| Cúcuta - Atlético Bucaramanga 2:1              |
| Atlético Nacional - Independiente Medellín 0:2 |

### Kolejka 18
| Data            | Mecz                                           |
| --------------- | ---------------------------------------------- |
| 11 grudnia 1996 | Atlético Junior - Deportivo Cali 5:3           |
| 11 grudnia 1996 | Tolima Ibagué - Envigado 1:0                   |
| 11 grudnia 1996 | Deportivo Tuluá - Cúcuta 2:0                   |
| 11 grudnia 1996 | Atlético Bucaramanga - Quindío Armenia 1:1     |
| 11 grudnia 1996 | Independiente Medellín - Atlético Nacional 0:0 |
| 11 grudnia 1996 | Millonarios FC - Once Caldas 0:0               |
| 11 grudnia 1996 | Deportivo Pereira - Independiente Santa Fe 0:0 |
| 11 grudnia 1996 | América Cali - Unión Magdalena 3:0             |

### Kolejka 19
| Data            | Mecz                                              |
| --------------- | ------------------------------------------------- |
| 18 grudnia 1996 | Independiente Santa Fe - Tolima Ibagué 1:1        |
| 18 grudnia 1996 | Millonarios FC - Envigado 1:2                     |
| 18 grudnia 1996 | Once Caldas - América Cali 1:2                    |
| 18 grudnia 1996 | Cúcuta - Atlético Nacional 1:3                    |
| 18 grudnia 1996 | Quindío Armenia - Atlético Junior 2:2             |
| 18 grudnia 1996 | Deportivo Cali - Deportivo Pereira 3:0            |
| 18 grudnia 1996 | Unión Magdalena - Deportivo Tuluá 1:1             |
| 18 grudnia 1996 | Independiente Medellín - Atlético Bucaramanga 0:0 |

### Kolejka 20
| Data            | Mecz                                         |
| --------------- | -------------------------------------------- |
| 22 grudnia 1996 | América Cali - Envigado 1:1                  |
| 22 grudnia 1996 | Atlético Nacional - Atlético Bucaramanga 0:0 |
| 22 grudnia 1996 | Millonarios FC - Independiente Santa Fe 2:1  |
| 22 grudnia 1996 | Cúcuta - Unión Magdalena 2:0                 |
| 22 grudnia 1996 | Deportivo Pereira - Quindío Armenia 2:0      |
| 22 grudnia 1996 | Tolima Ibagué - Deportivo Cali 1:1           |
| 22 grudnia 1996 | Atlético Junior - Independiente Medellín 1:0 |
| 22 grudnia 1996 | Deportivo Tuluá - Once Caldas 1:1            |

### Kolejka 21
| Data             | Mecz                                           |
| ---------------- | ---------------------------------------------- |
| 12 stycznia 1997 | Envigado - Deportivo Tuluá 0:0                 |
| 12 stycznia 1997 | Independiente Santa Fe - América Cali 0:0      |
| 12 stycznia 1997 | Deportivo Cali - Millonarios FC 2:1            |
| 12 stycznia 1997 | Quindío Armenia - Tolima Ibagué 2:3            |
| 12 stycznia 1997 | Independiente Medellín - Deportivo Pereira 2:0 |
| 12 stycznia 1997 | Atlético Bucaramanga - Atlético Junior 2:2     |
| 12 stycznia 1997 | Once Caldas - Cúcuta 7:0                       |
| 12 stycznia 1997 | Unión Magdalena - Atlético Nacional 1:1        |

### Kolejka 22
| Data             | Mecz                                                                                               |
| ---------------- | -------------------------------------------------------------------------------------------------- |
| 16 stycznia 1997 | Atlético Nacional - Atlético Junior 2:1                                                            |
| 16 stycznia 1997 | Deportivo Pereira - Atlético Bucaramanga 4:2 inna wersja głosi, że mecz zakończył się wynikiem 3:2 |
| 16 stycznia 1997 | Tolima Ibagué - Independiente Medellín 3:2                                                         |
| 16 stycznia 1997 | Millonarios FC - Quindío Armenia 2:1                                                               |
| 16 stycznia 1997 | América Cali - Deportivo Cali 1:1                                                                  |
| 16 stycznia 1997 | Deportivo Tuluá - Independiente Santa Fe 0:1                                                       |
| 16 stycznia 1997 | Cúcuta - Envigado 0:1                                                                              |
| 16 stycznia 1997 | Unión Magdalena - Once Caldas 1:1                                                                  |

### Kolejka 23
| Mecze 18 - 20 stycznia 1997                 |
| ------------------------------------------- |
| Deportivo Cali - Deportivo Tuluá 3:0        |
| Independiente Medellín - Millonarios FC 1:0 |
| Atlético Bucaramanga - Tolima Ibagué 1:5    |
| Quindío Armenia - América Cali 1:1          |
| Atlético Junior - Deportivo Pereira 4:1     |
| Once Caldas - Atlético Nacional 1:3         |
| Envigado - Unión Magdalena 1:0              |
| Independiente Santa Fe - Cúcuta 3:1         |

### Kolejka 24
| Data             | Mecz                                         |
| ---------------- | -------------------------------------------- |
| 22 stycznia 1997 | América Cali - Independiente Medellín 5:0    |
| 22 stycznia 1997 | Cúcuta - Deportivo Cali 2:1                  |
| 22 stycznia 1997 | Tolima Ibagué - Atlético Junior 2:0          |
| 22 stycznia 1997 | Unión Magdalena - Independiente Santa Fe 1:1 |
| 22 stycznia 1997 | Once Caldas - Envigado 2:0                   |
| 22 stycznia 1997 | Deportivo Tuluá - Quindío Armenia 2:2        |
| 22 stycznia 1997 | Atlético Nacional - Deportivo Pereira 2:0    |
| 22 stycznia 1997 | Millonarios FC - Atlético Bucaramanga 0:0    |

### Kolejka 25
| Data             | Mecz                                         |
| ---------------- | -------------------------------------------- |
| 25 stycznia 1997 | Atlético Junior - Millonarios FC 3:0         |
| 25 stycznia 1997 | Envigado - Atlético Nacional 1:0             |
| 25 stycznia 1997 | Independiente Medellín - Deportivo Tuluá 1:1 |
| 25 stycznia 1997 | Atlético Bucaramanga - América Cali 1:1      |
| 25 stycznia 1997 | Deportivo Pereira - Tolima Ibagué 1:1        |
| 25 stycznia 1997 | Quindío Armenia - Cúcuta 2:2                 |
| 25 stycznia 1997 | Deportivo Cali - Unión Magdalena 2:1         |
| 25 stycznia 1997 | Independiente Santa Fe - Once Caldas 1:1     |

### Kolejka 26
| Data             | Mecz |
| ---------------- | --- |
| 29 stycznia 1997 | América Cali - Atlético Junior 2:0                                                                                         |
| 29 stycznia 1997 | Once Caldas - Deportivo Cali 1:1                                                                                           |
| 29 stycznia 1997 | Millonarios FC - Deportivo Pereira 4:3 mecz zakończył się wynikiem 4:1 dla Millonarios - po meczu wynik skorygowano na 4:3 |
| 29 stycznia 1997 | Deportivo Tuluá - Atlético Bucaramanga 1:1                                                                                 |
| 29 stycznia 1997 | Cúcuta - Independiente Medellín 0:0                                                                                        |
| 29 stycznia 1997 | Unión Magdalena - Quindío Armenia 3:1                                                                                      |
| 29 stycznia 1997 | Envigado - Independiente Santa Fe 1:0                                                                                      |
| 29 stycznia 1997 | Atlético Nacional - Tolima Ibagué 1:2                                                                                      |

### Kolejka 27
| Data          | Mecz                                           |
| ------------- | ---------------------------------------------- |
| 2 lutego 1997 | Independiente Santa Fe - Atlético Nacional 1:2 |
| 2 lutego 1997 | Deportivo Pereira - América Cali 0:1           |
| 2 lutego 1997 | Deportivo Cali - Envigado 2:1                  |
| 2 lutego 1997 | Atlético Junior - Deportivo Tuluá 1:1          |
| 2 lutego 1997 | Quindío Armenia - Once Caldas 2:1              |
| 2 lutego 1997 | Independiente Medellín - Unión Magdalena 2:0   |
| 2 lutego 1997 | Atlético Bucaramanga - Cúcuta 3:1              |
| 2 lutego 1997 | Tolima Ibagué - Millonarios FC 1:1             |

### Kolejka 28
| Data          | Mecz                                        |
| ------------- | ------------------------------------------- |
| 5 lutego 1997 | Cúcuta - Atlético Junior 0:0                |
| 5 lutego 1997 | Independiente Santa Fe - Deportivo Cali 3:1 |
| 5 lutego 1997 | América Cali - Tolima Ibagué 0:0            |
| 5 lutego 1997 | Deportivo Tuluá - Deportivo Pereira 2:2     |
| 5 lutego 1997 | Unión Magdalena - Atlético Bucaramanga 2:1  |
| 5 lutego 1997 | Once Caldas - Independiente Medellín 1:2    |
| 5 lutego 1997 | Envigado - Quindío Armenia 0:0              |
| 5 lutego 1997 | Atlético Nacional - Millonarios FC 2:0      |

### Kolejka 29
| Data          | Mecz                                         |
| ------------- | -------------------------------------------- |
| 9 lutego 1997 | Quindío Armenia - Independiente Santa Fe 0:2 |
| 9 lutego 1997 | Independiente Medellín - Envigado 1:0        |
| 9 lutego 1997 | Atlético Bucaramanga - Once Caldas 0:1       |
| 9 lutego 1997 | Atlético Junior - Unión Magdalena 1:1        |
| 9 lutego 1997 | Deportivo Pereira - Cúcuta 3:3               |
| 9 lutego 1997 | Tolima Ibagué - Deportivo Tuluá 1:0          |
| 9 lutego 1997 | Deportivo Cali - Atlético Nacional 0:3       |
| 9 lutego 1997 | Millonarios FC - América Cali 2:1            |

### Kolejka 30
| Data           | Mecz                                                |
| -------------- | --------------------------------------------------- |
| 16 lutego 1997 | Independiente Santa Fe - Independiente Medellín 0:1 |
| 16 lutego 1997 | Deportivo Tuluá - Millonarios FC 1:0                |
| 16 lutego 1997 | Atlético Nacional - América Cali 1:1                |
| 16 lutego 1997 | Envigado - Atlético Bucaramanga 3:2                 |
| 16 lutego 1997 | Cúcuta - Tolima Ibagué 0:2                          |
| 16 lutego 1997 | Deportivo Cali - Quindío Armenia 2:0                |
| 16 lutego 1997 | Unión Magdalena - Deportivo Pereira 2:1             |
| 16 lutego 1997 | Once Caldas - Atlético Junior 1:0                   |

### Kolejka 31
| Data           | Mecz                                              |
| -------------- | ------------------------------------------------- |
| 19 lutego 1997 | América Cali - Deportivo Tuluá 2:1                |
| 19 lutego 1997 | Atlético Bucaramanga - Independiente Santa Fe 1:0 |
| 19 lutego 1997 | Independiente Medellín - Deportivo Cali 0:1       |
| 19 lutego 1997 | Atlético Junior - Envigado 1:1                    |
| 19 lutego 1997 | Tolima Ibagué - Unión Magdalena 4:1               |
| 19 lutego 1997 | Quindío Armenia - Atlético Nacional 0:4           |
| 19 lutego 1997 | Deportivo Pereira - Once Caldas 1:1               |
| 19 lutego 1997 | Millonarios FC - Cúcuta 3:0                       |

### Kolejka 32
| Data           | Mecz                                         |
| -------------- | -------------------------------------------- |
| 23 lutego 1997 | Cúcuta - América Cali 0:2                    |
| 23 lutego 1997 | Atlético Nacional - Deportivo Tuluá 1:1      |
| 23 lutego 1997 | Deportivo Cali - Atlético Bucaramanga 2:2    |
| 23 lutego 1997 | Independiente Santa Fe - Atlético Junior 1:0 |
| 23 lutego 1997 | Quindío Armenia - Independiente Medellín 1:0 |
| 23 lutego 1997 | Once Caldas - Tolima Ibagué 3:0              |
| 23 lutego 1997 | Unión Magdalena - Millonarios FC 2:1         |
| 23 lutego 1997 | Envigado - Deportivo Pereira 2:2             |

### Tabela końcowa Copa Mustang I
Drużyny, które zajęły miejsca nieparzyste trafiły w następnej rundzie do grupy A, a te, które zajęły miejsca parzyste, do grupy B.
| Poz | Klub                   | Mecze | Zw | Rem | Por | Pkt | BrZd | BrStr |
| --- | ---------------------- | ----- | -- | --- | --- | --- | ---- | ----- |
| 1   | América Cali           | 32    | 21 | 8   | 3   | 71  | 52   | 22    |
| 2   | Atlético Nacional      | 32    | 16 | 11  | 5   | 59  | 48   | 22    |
| 3   | Deportivo Cali         | 32    | 16 | 9   | 7   | 57  | 52   | 37    |
| 4   | Atlético Junior        | 32    | 13 | 9   | 10  | 48  | 53   | 40    |
| 5   | Independiente Medellín | 32    | 12 | 11  | 9   | 47  | 31   | 31    |
| 6   | Tolima Ibagué          | 32    | 12 | 10  | 10  | 46  | 46   | 43    |
| 7   | Independiente Santa Fe | 32    | 11 | 11  | 10  | 44  | 34   | 31    |
| 8   | Once Caldas            | 32    | 11 | 10  | 11  | 43  | 46   | 33    |
| 9   | Envigado               | 32    | 10 | 12  | 10  | 42  | 41   | 37    |
| 10  | Atlético Bucaramanga   | 32    | 10 | 12  | 10  | 42  | 37   | 39    |
| 11  | Unión Magdalena        | 32    | 11 | 7   | 15  | 40  | 35   | 46    |
| 12  | Deportivo Tuluá        | 32    | 7  | 16  | 9   | 37  | 29   | 34    |
| 13  | Millonarios FC         | 32    | 6  | 10  | 16  | 28  | 30   | 41    |
| 14  | Deportivo Pereira      | 32    | 5  | 13  | 14  | 28  | 39   | 55    |
| 15  | Quindío Armenia        | 32    | 5  | 13  | 14  | 28  | 34   | 62    |
| 16  | Cúcuta                 | 32    | 4  | 10  | 18  | 22  | 27   | 61    |

Dodatkowe punkty (tzw. bonusy) kluby otrzymały w zależności od zajętego miejsca - za 1. miejsce 2 punkty, za drugie 1 punkt, za trzecie 0.5 punkta i za czwarte 0.25 punkta.

## Copa Mustang II

### Kolejka 1
| Data           | Mecz                                         |
| -------------- | -------------------------------------------- |
| 27 lutego 1997 | Unión Magdalena - Millonarios FC 2:1         |
| 27 lutego 1997 | Independiente Santa Fe - Deportivo Cali 1:3  |
| 27 lutego 1997 | Independiente Medellín - Envigado 2:1        |
| 27 lutego 1997 | América Cali - Quindío Armenia 2:1           |
| 27 lutego 1997 | Once Caldas - Atlético Nacional 1:0          |
| 27 lutego 1997 | Tolima Ibagué - Atlético Junior 0:0          |
| 27 lutego 1997 | Atlético Bucaramanga - Deportivo Pereira 2:1 |
| 27 lutego 1997 | Deportivo Tuluá - Cúcuta 3:2                 |

### Kolejka 2
| Mecze 1 i 2 marca 1997                       |
| -------------------------------------------- |
| Deportivo Cali - Independiente Medellín 1:1  |
| Quindío Armenia - Independiente Santa Fe 0:0 |
| Millonarios FC - América Cali 2:1            |
| Envigado - Unión Magdalena 2:0               |
| Atlético Nacional - Tolima Ibagué 1:1        |
| Cúcuta - Atlético Bucaramanga 1:2            |
| Deportivo Pereira - Once Caldas 0:0          |
| Atlético Junior - Deportivo Tuluá 0:2        |

### Kolejka 3
| Data         | Mecz                                         |
| ------------ | -------------------------------------------- |
| 6 marca 1997 | Millonarios FC - Envigado 2:0                |
| 6 marca 1997 | Independiente Medellín - Quindío Armenia 2:1 |
| 6 marca 1997 | Unión Magdalena - Deportivo Cali 2:1         |
| 6 marca 1997 | América Cali - Independiente Santa Fe 2:0    |
| 6 marca 1997 | Once Caldas - Cúcuta 0:0                     |
| 6 marca 1997 | Deportivo Tuluá - Atlético Bucaramanga 3:0   |
| 6 marca 1997 | Atlético Junior - Atlético Nacional 1:2      |
| 6 marca 1997 | Tolima Ibagué - Deportivo Pereira 2:1        |

### Kolejka 4
| Data         | Mecz                                                |
| ------------ | --------------------------------------------------- |
| 9 marca 1997 | Envigado - América Cali 1:2                         |
| 9 marca 1997 | Deportivo Cali - Millonarios FC 2:0                 |
| 9 marca 1997 | Quindío Armenia - Unión Magdalena 3:1               |
| 9 marca 1997 | Independiente Santa Fe - Independiente Medellín 0:0 |
| 9 marca 1997 | Atlético Nacional - Deportivo Tuluá 0:1             |
| 9 marca 1997 | Deportivo Pereira - Atlético Junior 2:1             |
| 9 marca 1997 | Atlético Bucaramanga - Once Caldas 3:1              |
| 9 marca 1997 | Cúcuta - Tolima Ibagué 1:1                          |

### Kolejka 5
| Data          | Mecz                                         |
| ------------- | -------------------------------------------- |
| 13 marca 1997 | Envigado - Deportivo Cali 1:1                |
| 13 marca 1997 | Unión Magdalena - Independiente Santa Fe 2:1 |
| 13 marca 1997 | Millonarios FC - Quindío Armenia 1:2         |
| 13 marca 1997 | América Cali - Independiente Medellín 0:2    |
| 13 marca 1997 | Atlético Nacional - Deportivo Pereira 4:3    |
| 13 marca 1997 | Tolima Ibagué - Atlético Bucaramanga 2:0     |
| 13 marca 1997 | Atlético Junior - Cúcuta 2:1                 |
| 13 marca 1997 | Deportivo Tuluá - Once Caldas 1:1            |

### Kolejka 6
| Data          | Mecz                                         |
| ------------- | -------------------------------------------- |
| 16 marca 1997 | América Cali - Deportivo Cali 0:0            |
| 16 marca 1997 | Quindío Armenia - Envigado 2:2               |
| 16 marca 1997 | Independiente Santa Fe - Millonarios FC 2:2  |
| 16 marca 1997 | Independiente Medellín - Unión Magdalena 0:2 |
| 16 marca 1997 | Deportivo Tuluá - Deportivo Pereira 2:1      |
| 16 marca 1997 | Once Caldas - Tolima Ibagué 1:0              |
| 16 marca 1997 | Cúcuta - Atlético Nacional 1:1               |
| 16 marca 1997 | Atlético Bucaramanga - Atlético Junior 3:1   |

### Kolejka 7
| Data          | Mecz |
| ------------- | --- |
| 20 marca 1997 | Unión Magdalena - América Cali 3:1                                                                                          |
| 20 marca 1997 | Millonarios FC - Independiente Medellín 1:1                                                                                 |
| 20 marca 1997 | Envigado - Independiente Santa Fe 2:0                                                                                       |
| 20 marca 1997 | Deportivo Cali - Quindío Armenia 3:1                                                                                        |
| 20 marca 1997 | Deportivo Pereira - Cúcuta 0:0                                                                                              |
| 20 marca 1997 | Atlético Nacional - Atlético Bucaramanga 3:1 według niektórych źródeł mecz zakończył się wynikiem 4:1 dla Atlético Nacional |
| 20 marca 1997 | Tolima Ibagué - Deportivo Tuluá 2:1 wynik meczu niepewny                                                                    |
| 20 marca 1997 | Atlético Junior - Once Caldas 2:1 wynik meczu niepewny                                                                      |

### Kolejka 8
| Data          | Mecz                                         |
| ------------- | -------------------------------------------- |
| 23 marca 1997 | Independiente Medellín - Deportivo Cali 1:1  |
| 23 marca 1997 | Independiente Santa Fe - Quindío Armenia 3:1 |
| 23 marca 1997 | Unión Magdalena - Envigado 1:0               |
| 23 marca 1997 | América Cali - Millonarios FC 1:0            |
| 23 marca 1997 | Once Caldas - Deportivo Pereira 7:3          |
| 23 marca 1997 | Atlético Bucaramanga - Cúcuta 3:1            |
| 23 marca 1997 | Tolima Ibagué - Atlético Nacional 2:1        |
| 23 marca 1997 | Deportivo Tuluá - Atlético Junior 2:1        |

### Kolejka 9
| Data          | Mecz                                         |
| ------------- | -------------------------------------------- |
| 30 marca 1997 | Envigado - Millonarios FC 1:0                |
| 30 marca 1997 | Quindío Armenia - Independiente Medellín 2:4 |
| 30 marca 1997 | Deportivo Cali - Unión Magdalena 3:1         |
| 30 marca 1997 | Independiente Santa Fe - América Cali 0:2    |
| 30 marca 1997 | Cúcuta - Once Caldas 0:0                     |
| 30 marca 1997 | Atlético Bucaramanga - Deportivo Tuluá 4:1   |
| 30 marca 1997 | Atlético Nacional - Atlético Junior 3:0      |
| 30 marca 1997 | Deportivo Pereira - Tolima Ibagué 1:2        |

### Kolejka 10
| Data            | Mecz                                                |
| --------------- | --------------------------------------------------- |
| 6 kwietnia 1997 | Unión Magdalena - Quindío Armenia 2:1               |
| 6 kwietnia 1997 | Independiente Medellín - Independiente Santa Fe 1:0 |
| 6 kwietnia 1997 | Millonarios FC - Deportivo Cali 2:3                 |
| 6 kwietnia 1997 | América Cali - Envigado 2:1                         |
| 6 kwietnia 1997 | Once Caldas - Atlético Bucaramanga 1:2              |
| 6 kwietnia 1997 | Atlético Junior - Deportivo Pereira 1:0             |
| 6 kwietnia 1997 | Tolima Ibagué - Cúcuta 1:0                          |
| 6 kwietnia 1997 | Deportivo Tuluá - Atlético Nacional 0:1             |

### Kolejka 11
| Data            | Mecz                                         |
| --------------- | -------------------------------------------- |
| 9 kwietnia 1997 | Deportivo Cali - Envigado 2:1                |
| 9 kwietnia 1997 | Independiente Santa Fe - Unión Magdalena 0:1 |
| 9 kwietnia 1997 | Quindío Armenia - Millonarios FC 4:2         |
| 9 kwietnia 1997 | Independiente Medellín - América Cali 1:2    |
| 9 kwietnia 1997 | Atlético Nacional - Deportivo Pereira 2:2    |
| 9 kwietnia 1997 | Atlético Bucaramanga - Tolima Ibagué 1:1     |
| 9 kwietnia 1997 | Cúcuta - Atlético Junior 0:0                 |
| 9 kwietnia 1997 | Once Caldas - Deportivo Tuluá 0:1            |

### Kolejka 12
| Data             | Mecz                                         |
| ---------------- | -------------------------------------------- |
| 13 kwietnia 1997 | Millonarios FC - Independiente Santa Fe 1:2  |
| 13 kwietnia 1997 | Deportivo Cali - América Cali 1:2            |
| 13 kwietnia 1997 | Envigado - Quindío Armenia 0:1               |
| 13 kwietnia 1997 | Unión Magdalena - Independiente Medellín 1:0 |
| 13 kwietnia 1997 | Deportivo Pereira - Deportivo Tuluá 3:2      |
| 13 kwietnia 1997 | Atlético Nacional - Cúcuta 3:0               |
| 13 kwietnia 1997 | Atlético Junior - Atlético Bucaramanga 1:0   |
| 13 kwietnia 1997 | Tolima Ibagué - Once Caldas 1:1              |

### Kolejka 13
| Mecze 16 i 17 kwietnia 1997                  |
| -------------------------------------------- |
| Independiente Santa Fe - Envigado 2:1        |
| Independiente Medellín - Millonarios FC 2:0  |
| Quindío Armenia - Deportivo Cali 2:1         |
| América Cali - Unión Magdalena 1:1           |
| Once Caldas - Atlético Junior 2:0            |
| Atlético Bucaramanga - Atlético Nacional 1:2 |
| Deportivo Tuluá - Tolima Ibagué 0:0          |
| Cúcuta - Deportivo Pereira 2:1               |

### Kolejka 14
| Data             | Mecz                                         |
| ---------------- | -------------------------------------------- |
| 20 kwietnia 1997 | Millonarios FC - Unión Magdalena 1:1         |
| 20 kwietnia 1997 | Envigado - Independiente Medellín 1:1        |
| 20 kwietnia 1997 | Deportivo Cali - Independiente Santa Fe 3:2  |
| 20 kwietnia 1997 | Quindío Armenia - América Cali 2:0           |
| 20 kwietnia 1997 | Atlético Junior - Tolima Ibagué 2:0          |
| 20 kwietnia 1997 | Atlético Nacional - Once Caldas 2:1          |
| 20 kwietnia 1997 | Deportivo Pereira - Atlético Bucaramanga 1:0 |
| 20 kwietnia 1997 | Cúcuta - Deportivo Tuluá 0:2                 |

## Tabela sumaryczna po turniejach Copa Mustang I i Copa Mustang II
| Poz | Klub                   | Mecze | Zw | Rem | Por | Pkt   | BrZd | BrStr |
| --- | ---------------------- | ----- | -- | --- | --- | ----- | ---- | ----- |
| 1   | América Cali           | 46    | 29 | 10  | 7   | 99    | 70   | 37    |
| 2   | Atlético Nacional      | 46    | 24 | 14  | 8   | 87    | 73   | 37    |
| 3   | Deportivo Cali         | 46    | 23 | 13  | 10  | 82.5  | 77   | 54    |
| 4   | Tolima Ibagué          | 46    | 18 | 16  | 12  | 70    | 61   | 54    |
| 5   | Independiente Medellín | 46    | 18 | 16  | 12  | 70    | 49   | 44    |
| 6   | Unión Magdalena        | 46    | 20 | 9   | 17  | 69    | 55   | 61    |
| 7   | Atlético Junior        | 46    | 18 | 11  | 17  | 65.25 | 65   | 58    |
| 8   | Atlético Bucaramanga   | 46    | 17 | 13  | 16  | 64    | 59   | 59    |
| 9   | Deportivo Tuluá        | 46    | 15 | 18  | 13  | 63    | 50   | 49    |
| 10  | Once Caldas            | 46    | 15 | 15  | 16  | 60    | 63   | 48    |
| 11  | Independiente Santa Fe | 46    | 14 | 14  | 18  | 56    | 47   | 52    |
| 12  | Envigado               | 46    | 13 | 15  | 18  | 54    | 55   | 55    |
| 13  | Quindío Armenia        | 46    | 11 | 15  | 20  | 48    | 57   | 85    |
| 14  | Deportivo Pereira      | 46    | 8  | 16  | 22  | 40    | 58   | 82    |
| 15  | Millonarios FC         | 46    | 8  | 13  | 25  | 37    | 45   | 65    |
| 16  | Cúcuta                 | 46    | 5  | 16  | 25  | 31    | 36   | 80    |

Klub América Cali przed turniejem Cuadrangular otrzymał bonus w postaci 1 punkta.

## Cuadrangular

### Kolejka 1
| Mecze                                  |
| -------------------------------------- |
| Deportivo Cali - Atlético Nacional 2:1 |
| Tolima Ibagué - América Cali 0:0       |

### Kolejka 2
| Data         | Mecz                                  |
| ------------ | ------------------------------------- |
| 18 maja 1997 | América Cali - Deportivo Cali 1:1     |
| 18 maja 1997 | Atlético Nacional - Tolima Ibagué 1:3 |

### Kolejka 3
| Mecze 21 i 22 maja 1997              |
| ------------------------------------ |
| Deportivo Cali - Tolima Ibagué 0:0   |
| Atlético Nacional - América Cali 3:1 |

### Kolejka 4
| Data         | Mecz                                 |
| ------------ | ------------------------------------ |
| 25 maja 1997 | Tolima Ibagué - Deportivo Cali 3:1   |
| 25 maja 1997 | América Cali - Atlético Nacional 4:0 |

### Kolejka 5
| Data         | Mecz                                   |
| ------------ | -------------------------------------- |
| 28 maja 1997 | Atlético Nacional - Deportivo Cali 2:1 |
| 28 maja 1997 | América Cali - Tolima Ibagué 0:0       |

### Kolejka 6
| Data           | Mecz                                  |
| -------------- | ------------------------------------- |
| 1 czerwca 1997 | Tolima Ibagué - Atlético Nacional 0:1 |
| 1 czerwca 1997 | Deportivo Cali - América Cali 0:3     |

### Tabela końcowa
| Poz | Klub              | Mecze | Zw | Rem | Por | Pkt | BrZd | BrStr |
| --- | ----------------- | ----- | -- | --- | --- | --- | ---- | ----- |
| 1   | América Cali      | 6     | 2  | 3   | 1   | 10  | 9    | 4     |
| 2   | Tolima Ibagué     | 6     | 2  | 3   | 1   | 9   | 6    | 3     |
| 3   | Atlético Nacional | 6     | 3  | 0   | 3   | 9   | 8    | 11    |
| 4   | Deportivo Cali    | 6     | 1  | 2   | 3   | 5   | 5    | 10    |

Klub América Cali uzyskał prawo gry o tytuł mistrza Kolumbii ze zwycięzcą Torneo Adecuación.

## Torneo Adecuación 1997
Podczas turnieju w przypadku remisów rozgrywano rzuty karne. Wygrany w rzutach karnych zyskiwał 2 punkty, a przegrany 1 punkt.

### Kolejka 1
| Data          | Mecz                                                   |
| ------------- | ------------------------------------------------------ |
| 10 lipca 1997 | Deportivo Pereira - Once Caldas 3:0                    |
| 10 lipca 1997 | Atlético Nacional - Independiente Medellín 4:2         |
| 10 lipca 1997 | Atlético Junior - Unicosta Barranquilla 3:1            |
| 10 lipca 1997 | Deportivo Cali - América Cali 2:0                      |
| 10 lipca 1997 | Quindío Armenia - Deportivo Tuluá 1:0                  |
| 10 lipca 1997 | Atlético Bucaramanga - Unión Magdalena 0:0, karne 5:6  |
| 10 lipca 1997 | Envigado - Tolima Ibagué 0:0, karne 3:0                |
| 10 lipca 1997 | Independiente Santa Fe - Millonarios FC 1:1, karne 3:4 |

### Kolejka 2
| Data          | Mecz                                                |
| ------------- | --------------------------------------------------- |
| 13 lipca 1997 | Millonarios FC - Atlético Nacional 4:0              |
| 13 lipca 1997 | Once Caldas - Atlético Bucaramanga 0:0, karne 5:4   |
| 13 lipca 1997 | Deportivo Tuluá - Deportivo Cali 1:2                |
| 13 lipca 1997 | Independiente Medellín - Independiente Santa Fe 5:1 |
| 13 lipca 1997 | Tolima Ibagué - Atlético Junior 1:0                 |
| 13 lipca 1997 | América Cali - Quindío Armenia 3:1                  |
| 13 lipca 1997 | Unicosta Barranquilla - Envigado 1:2                |
| 13 lipca 1997 | Unión Magdalena - Deportivo Pereira 1:1, karne 4:5  |

### Kolejka 3
| Data          | Mecz                                                 |
| ------------- | ---------------------------------------------------- |
| 16 lipca 1997 | Independiente Santa Fe - América Cali 0:0, karne 5:3 |
| 16 lipca 1997 | Atlético Junior - Independiente Medellín 2:0         |
| 16 lipca 1997 | Atlético Bucaramanga - Tolima Ibagué 3:0             |
| 16 lipca 1997 | Quindío Armenia - Once Caldas 3:1                    |
| 16 lipca 1997 | Deportivo Cali - Millonarios FC 1:0                  |
| 16 lipca 1997 | Atlético Nacional - Unicosta Barranquilla 5:0        |
| 16 lipca 1997 | Envigado - Unión Magdalena 3:0                       |
| 16 lipca 1997 | Deportivo Pereira - Deportivo Tuluá 2:2, karne 3:4   |

### Kolejka 4
| Data          | Mecz                                                   |
| ------------- | ------------------------------------------------------ |
| 27 lipca 1997 | Once Caldas - Independiente Santa Fe 1:1, karne 5:4    |
| 27 lipca 1997 | Millonarios FC - Deportivo Pereira 4:1                 |
| 27 lipca 1997 | Tolima Ibagué - Quindío Armenia 2:2, karne 4:2         |
| 27 lipca 1997 | Independiente Medellín - América Cali 2:1              |
| 27 lipca 1997 | Deportivo Cali - Atlético Nacional 4:2                 |
| 27 lipca 1997 | Deportivo Tuluá - Envigado 2:0                         |
| 27 lipca 1997 | Unión Magdalena - Unicosta Barranquilla 0:0, karne 3:4 |

### Kolejka 5
| Data            | Mecz                                              |
| --------------- | ------------------------------------------------- |
| 3 sierpnia 1997 | Independiente Santa Fe - Tolima Ibagué 2:0        |
| 3 sierpnia 1997 | Atlético Bucaramanga - Independiente Medellín 2:1 |
| 3 sierpnia 1997 | Atlético Nacional - Unión Magdalena 1:3           |
| 3 sierpnia 1997 | Envigado - Millonarios FC 0:1                     |
| 3 sierpnia 1997 | Quindío Armenia - Atlético Junior 1:2             |
| 3 sierpnia 1997 | Deportivo Pereira - Deportivo Cali 0:1            |
| 3 sierpnia 1997 | América Cali - Once Caldas 1:1, karne 4:2         |
| 3 sierpnia 1997 | Unicosta Barranquilla - Deportivo Tuluá 3:1       |

### Kolejka 6
| Data             | Mecz                                                    |
| ---------------- | ------------------------------------------------------- |
| 10 sierpnia 1997 | Atlético Junior - Independiente Santa Fe 1:1, karne 4:3 |
| 10 sierpnia 1997 | Deportivo Tuluá - Unión Magdalena 3:2                   |
| 10 sierpnia 1997 | Deportivo Pereira - Atlético Nacional 3:0               |
| 10 sierpnia 1997 | Millonarios FC - Unicosta Barranquilla 2:1              |
| 10 sierpnia 1997 | Tolima Ibagué - América Cali 3:0                        |
| 10 sierpnia 1997 | Atlético Bucaramanga - Quindío Armenia 1:1, karne 4:2   |
| 10 sierpnia 1997 | Deportivo Cali - Envigado 1:1, karne 3:0                |
| 10 sierpnia 1997 | Independiente Medellín - Once Caldas 0:0, karne 2:4     |

### Kolejka 7
| Data             | Mecz                                                         |
| ---------------- | ------------------------------------------------------------ |
| 17 sierpnia 1997 | Once Caldas - Tolima Ibagué 0:0, karne 0:3                   |
| 17 sierpnia 1997 | Envigado - Deportivo Pereira 0:0, karne 4:1                  |
| 17 sierpnia 1997 | Independiente Medellín - Quindío Armenia 1:2                 |
| 17 sierpnia 1997 | Independiente Santa Fe - Atlético Bucaramanga 1:1, karne 4:2 |
| 3 września 1997  | Deportivo Tuluá - Atlético Nacional 1:0                      |
| 3 września 1997  | Unicosta Barranquilla - Deportivo Cali 1:2                   |
| 3 września 1997  | Unión Magdalena - Millonarios FC 1:2                         |

### Kolejka 8
| Data             | Mecz                                                             |
| ---------------- | ---------------------------------------------------------------- |
| 24 sierpnia 1997 | Quindío Armenia - Independiente Santa Fe 2:1                     |
| 24 sierpnia 1997 | Atlético Bucaramanga - América Cali 3:1                          |
| 24 sierpnia 1997 | Deportivo Cali - Unión Magdalena 2:3                             |
| 24 sierpnia 1997 | Deportivo Pereira - Unicosta Barranquilla 2:2, karne 5:6         |
| 24 sierpnia 1997 | Atlético Nacional - Envigado 1:1, karne 2:4                      |
| 24 sierpnia 1997 | Millonarios FC - Deportivo Tuluá 1:1, karne 5:4                  |
| 24 sierpnia 1997 | Tolima Ibagué - Independiente Medellín 1:1, karne 4:2            |
| 27 sierpnia 1997 | Atlético Junior - Once Caldas 3:3, karne wygrał klub Once Caldas |

### Kolejka 9
| Data             | Mecz                                                   |
| ---------------- | ------------------------------------------------------ |
| 31 sierpnia 1997 | América Cali - Deportivo Cali 2:1                      |
| 31 sierpnia 1997 | Millonarios FC - Independiente Santa Fe 0:2            |
| 31 sierpnia 1997 | Unicosta Barranquilla - Atlético Junior 1:1, karne 4:3 |
| 31 sierpnia 1997 | Tolima Ibagué - Envigado 1:0                           |
| 31 sierpnia 1997 | Once Caldas - Deportivo Pereira 0:0, karne 2:4         |
| 31 sierpnia 1997 | Unión Magdalena - Atlético Bucaramanga 3:1             |
| 31 sierpnia 1997 | Deportivo Tuluá - Quindío Armenia 0:0, karne 3:2       |
| 31 sierpnia 1997 | Independiente Medellín - Atlético Nacional 0:2         |

### Kolejka 10
| Data            | Mecz                                          |
| --------------- | --------------------------------------------- |
| 7 września 1997 | Independiente Santa Fe - Quindío Armenia 2:1  |
| 7 września 1997 | América Cali - Atlético Bucaramanga 2:0       |
| 7 września 1997 | Once Caldas - Atlético Junior 3:3, karne 4:5  |
| 7 września 1997 | Independiente Medellín - Tolima Ibagué 1:2    |
| 7 września 1997 | Deportivo Tuluá - Millonarios FC 0:1          |
| 7 września 1997 | Unión Magdalena - Deportivo Cali 3:2          |
| 7 września 1997 | Unicosta Barranquilla - Deportivo Pereira 1:0 |
| 7 września 1997 | Envigado - Atlético Nacional 1:1, karne 5:4   |

### Kolejka 11
| Data             | Mecz                                               |
| ---------------- | -------------------------------------------------- |
| 14 września 1997 | Quindío Armenia - Independiente Medellín 3:0       |
| 14 września 1997 | Atlético Bucaramanga - Independiente Santa Fe 2:1  |
| 14 września 1997 | Atlético Junior - América Cali 2:1                 |
| 14 września 1997 | Tolima Ibagué - Once Caldas 0:0, karne 3:4         |
| 14 września 1997 | Atlético Nacional - Deportivo Tuluá 0:0, karne 3:4 |
| 14 września 1997 | Millonarios FC - Unión Magdalena 1:0               |
| 14 września 1997 | Deportivo Cali - Unicosta Barranquilla 2:0         |
| 14 września 1997 | Deportivo Pereira - Envigado 0:1                   |

### Kolejka 12
| Data             | Mecz |
| ---------------- | --- |
| 17 września 1997 | Independiente Santa Fe - Atlético Junior 1:0                                                                |
| 17 września 1997 | Quindío Armenia - Atlético Bucaramanga 2:1 mecz zakończył się wynikiem 2:0 - później wynik zmieniono na 2:1 |
| 17 września 1997 | América Cali - Tolima Ibagué 0:0, karne 2:4                                                                 |
| 17 września 1997 | Once Caldas - Independiente Medellín 2:1                                                                    |
| 17 września 1997 | Unión Magdalena - Deportivo Tuluá 2:1                                                                       |
| 17 września 1997 | Unicosta Barranquilla - Millonarios FC 0:2                                                                  |
| 17 września 1997 | Envigado - Deportivo Cali 0:1                                                                               |
| 17 września 1997 | Atlético Nacional - Deportivo Pereira 1:0                                                                   |

### Kolejka 13
| Data             | Mecz |
| ---------------- | --- |
| 21 września 1997 | Independiente Medellín - Atlético Bucaramanga 0:1                                                                |
| 21 września 1997 | Atlético Junior - Quindío Armenia 0:1                                                                            |
| 21 września 1997 | Tolima Ibagué - Independiente Santa Fe 1:1, karne 3:2 mecz zakończył się wynikiem 0:0 - później zmieniono na 1:1 |
| 21 września 1997 | Once Caldas - América Cali 2:2, karne 3:0                                                                        |
| 21 września 1997 | Unión Magdalena - Atlético Nacional 1:0                                                                          |
| 21 września 1997 | Millonarios FC - Envigado 1:1, karne 3:2                                                                         |
| 21 września 1997 | Deportivo Cali - Deportivo Pereira 6:3                                                                           |

### Kolejka 14
| Data             | Mecz                                              |
| ---------------- | ------------------------------------------------- |
| 28 września 1997 | Envigado - Deportivo Tuluá 1:1, karne 3:0         |
| 28 września 1997 | Atlético Bucaramanga - Atlético Junior 3:1        |
| 28 września 1997 | Independiente Santa Fe - Once Caldas 1:2          |
| 28 września 1997 | Deportivo Pereira - Millonarios FC 0:0, karne 6:7 |
| 28 września 1997 | América Cali - Independiente Medellín 2:1         |
| 28 września 1997 | Atlético Nacional - Deportivo Cali 1:0            |
| 28 września 1997 | Unicosta Barranquilla - Unión Magdalena 2:3       |
| 28 września 1997 | Quindío Armenia - Tolima Ibagué 1:0               |

### Kolejka 15
| Data                | Mecz                                                                  |
| ------------------- | --------------------------------------------------------------------- |
| 1 października 1997 | Independiente Medellín - Atlético Junior 1:0                          |
| 1 października 1997 | Once Caldas - Quindío Armenia 2:2, karne 3:1                          |
| 1 października 1997 | América Cali - Independiente Santa Fe 2:0                             |
| 1 października 1997 | Tolima Ibagué - Atlético Bucaramanga 1:1, karne 4:3                   |
| 1 października 1997 | Millonarios FC - Deportivo Cali 1:1, karne wygrał klub Deportivo Cali |
| 1 października 1997 | Unión Magdalena - Envigado 4:1                                        |
| 1 października 1997 | Unicosta Barranquilla - Atlético Nacional 1:3                         |
| 1 października 1997 | Deportivo Tuluá - Deportivo Pereira 1:0                               |

### Kolejka 16
| Data                | Mecz                                                |
| ------------------- | --------------------------------------------------- |
| 5 października 1997 | Atlético Junior - Tolima Ibagué 2:0                 |
| 5 października 1997 | Atlético Bucaramanga - Once Caldas 2:1              |
| 5 października 1997 | Quindío Armenia - América Cali 1:0                  |
| 5 października 1997 | Independiente Santa Fe - Independiente Medellín 3:1 |
| 5 października 1997 | Envigado - Unicosta Barranquilla 1:0                |
| 5 października 1997 | Deportivo Pereira - Unión Magdalena 2:0             |
| 5 października 1997 | Deportivo Cali - Deportivo Tuluá 1:1, karne 3:0     |
| 5 października 1997 | Atlético Nacional - Millonarios FC 1:0              |

### Tabela grupy A
| Poz | Klub                   | Mecze | Zw | Rem | Por | Pkt | BrZd | BrStr |
| --- | ---------------------- | ----- | -- | --- | --- | --- | ---- | ----- |
| 1   | Quindío Armenia        | 16    | 9  | 0/4 | 3   | 31  | 24   | 16    |
| 2   | Atlético Bucaramanga   | 16    | 7  | 1/4 | 4   | 27  | 22   | 17    |
| 3   | Tolima Ibagué          | 16    | 4  | 6/2 | 4   | 26  | 11   | 13    |
| 4   | Atlético Junior        | 16    | 6  | 2/4 | 6   | 24  | 23   | 22    |
| 5   | Once Caldas            | 16    | 2  | 7/4 | 3   | 24  | 18   | 22    |
| 6   | América Cali           | 16    | 6  | 1/3 | 6   | 23  | 20   | 20    |
| 7   | Independiente Santa Fe | 16    | 5  | 2/4 | 5   | 23  | 19   | 20    |
| 8   | Independiente Medellín | 16    | 3  | 0/2 | 11  | 11  | 16   | 27    |

### Tabela grupy B
| Poz | Klub                  | Mecze | Zw | Rem | Por | Pkt | BrZd | BrStr |
| --- | --------------------- | ----- | -- | --- | --- | --- | ---- | ----- |
| 1   | Deportivo Cali        | 16    | 9  | 3/0 | 4   | 33  | 29   | 19    |
| 2   | Millonarios FC        | 16    | 8  | 4/2 | 2   | 33  | 21   | 11    |
| 3   | Unión Magdalena       | 16    | 8  | 1/2 | 5   | 28  | 26   | 22    |
| 4   | Atlético Nacional     | 16    | 7  | 0/3 | 6   | 24  | 22   | 21    |
| 5   | Envigado              | 16    | 4  | 5/2 | 5   | 24  | 13   | 15    |
| 6   | Deportivo Tuluá       | 16    | 4  | 3/4 | 5   | 22  | 15   | 16    |
| 7   | Deportivo Pereira     | 16    | 3  | 2/4 | 7   | 17  | 17   | 20    |
| 8   | Unicosta Barranquilla | 16    | 2  | 4/0 | 10  | 14  | 14   | 29    |

### Półfinały Cuadrangulares

#### Kolejka 1
| Mecze 1 - 13 października 1997                                                                  |
| ----------------------------------------------------------------------------------------------- |
| Atlético Bucaramanga - Independiente Santa Fe 3:1 Moreno 8, Espana 45, Vasquez 79 - Gutierrez 2 |
| Independiente Medellín - Deportivo Cali 0:1 Ricard 36                                           |
| Millonarios FC - Tolima Ibagué 4:2 Perez 34,82 B. Mosquera 36, Daza 77 - Mejia 4, Maturana 53   |
| América Cali - Unicosta Barranquilla 4:1 Moreno 20k, Castillo 43,65, Hurtado 51 - Angulo 71     |
| Deportivo Pereira - Atlético Nacional 1:2 Trujillo 87 - N.Castro 41, 76                         |
| Atlético Junior - Deportivo Tuluá 2:0 Emerson 63, Sacramento 90                                 |
| Envigado - Unión Magdalena 1:0 Cardenas 36                                                      |
| Quindío Armenia - Once Caldas 1:1, karne 4:3 R. D. Hernandez - Valentierra 71                   |

#### Kolejka 2
| Data                 | Mecz |
| -------------------- | --- |
| 16 października 1997 | Deportivo Cali - Atlético Bucaramanga 1:0 Mafla 44                                                            |
| 16 października 1997 | Independiente Santa Fe - Independiente Medellín 2:2, karne 6:5 Angulo 24, Sandoval 80 - Castillo 72, Serna 82 |
| 16 października 1997 | Unicosta Barranquilla - Millonarios FC 1:2 Perez 37k - Valoyes 22, Rivas 58                                   |
| 16 października 1997 | Once Caldas - Deportivo Pereira 5:1 Cano 30, 59, 66, Galvan 70, C. Hernandez 87 - Hernandez 45                |
| 16 października 1997 | Atlético Nacional - Quindío Armenia 2:1 Mackenzie 23, Morantes 74 - Hernandez 31                              |
| 16 października 1997 | Deportivo Tuluá - Envigado 2:1 Braidy 33s, 90 - Barrios 46 (30 sekunda 2 połowy)                              |
| 16 października 1997 | Unión Magdalena - Atlético Junior 0:1 Mbarga 75                                                               |
| 22 października 1997 | Tolima Ibagué - América Cali 1:0 Alex Orrego k                                                                |

#### Kolejka 3
| Mecze 18 - 20 października 1997                                                                                   |
| --- |
| Independiente Medellín - Atlético Bucaramanga 2:3 Cuesta 41, Hernandez 90k - Pizarro 68, Cervantes 79s, Moreno 84 |
| Deportivo Cali - Independiente Santa Fe 3:1 Bonilla 27, Mafla 41, 89 - Angulo 61                                  |
| Tolima Ibagué - Unicosta Barranquilla 1:1, karne 4:2 Quinones 82 - W. Perez 79k                                   |
| Millonarios FC - América Cali 2:2, karne 5:3 Valoyes 37, B. Mosquera 44 - Cardona 10, Angulo 25                   |
| Once Caldas - Atlético Nacional 3:1 Galvan 21, Valentierra 61, Congo 88 - Osorio 85                               |
| Quindío Armenia - Deportivo Pereira 1:2 Cardoso 8 - Rodas 15,24k                                                  |
| Deportivo Tuluá - Unión Magdalena 2:1 da Silva 6, Martines 64 - Ibanez 45                                         |
| Atlético Junior - Envigado 3:2 Emerson 28, Vilarete 79k, Cassiani 82 - Suarez 33, 40k                             |

#### Kolejka 4
| Data                 | Mecz |
| -------------------- | --- |
| 29 października 1997 | Independiente Santa Fe - Deportivo Cali 1:1, karne 4:5 Salcedo 17 - Mafla 62                                                          |
| 29 października 1997 | Atlético Bucaramanga - Independiente Medellín 3:3, karne 4:5 Moreno 9, Espana 38, Ballesteros 73 - Cortes 22, Velez 37, Hernandez 92k |
| 29 października 1997 | Unicosta Barranquilla - Tolima Ibagué 3:0 Alan Valderrama 48, Cantillo 69, Javier Cervantes 76                                        |
| 29 października 1997 | Deportivo Pereira - Quindío Armenia 3:0 Hernandez 15, Sinisterra 39, Rodas 45k                                                        |
| 29 października 1997 | Atlético Nacional - Once Caldas 3:1 Morantes 37, Orejuela 48, ? 89s - Cano 77                                                         |
| 29 października 1997 | Envigado - Atlético Junior 0:0, karne 3:2                                                                                             |
| 29 października 1997 | Unión Magdalena - Deportivo Tuluá 3:3, karne 3:5 Ibanez 28, Iturburo 30, Otero 33k - Salazar 8, 45, Ampudia 87k                       |
| 29 października 1997 | América Cali - Millonarios FC 2:1 Moreno 26k, Tellez 84k - Rivas 45                                                                   |

#### Kolejka 5
| Data             | Mecz |
| ---------------- | --- |
| 1 listopada 1997 | Deportivo Cali - Independiente Medellín 2:2, karne 4:2 Yepez 45, Bonilla 63 - Palacios 58, Cuesta 67                   |
| 1 listopada 1997 | Independiente Santa Fe - Atlético Bucaramanga 2:1 Wittingham 54, Angulo 83 - Ballesteros 11                            |
| 1 listopada 1997 | Unicosta Barranquilla - América Cali 1:1, karne 7:6 Angulo 70 - Gutierrez 43                                           |
| 1 listopada 1997 | Once Caldas - Quindío Armenia 2:1 Alcibar 45, Quicena 81 - Posada 8                                                    |
| 1 listopada 1997 | Atlético Nacional - Deportivo Pereira 6:1 Garcia 22, Castro 34, Angel 49, Comas 65k, Gaviria 85, Moreno 89 - Rodas 36k |
| 1 listopada 1997 | Deportivo Tuluá - Atlético Junior 2:1 Martinez 20, Salazar 40 - Cassiani 55                                            |
| 1 listopada 1997 | Unión Magdalena - Envigado 3:0 Villar 51, Otero 54k, Ibanez 90                                                         |
| 3 listopada 1997 | Tolima Ibagué - Millonarios FC 1:2 Da Costa 76 - Valoyes 56, Rivera 90                                                 |

#### Kolejka 6
| Data             | Mecz |
| ---------------- | --- |
| 8 listopada 1997 | Atlético Bucaramanga - Deportivo Cali 3:2 Diego Pizarro 18, Gustavo Restrepo 71, Henry Vasquez 80 - Walter Escobar 3, Hamilton Ricard 59k |
| 8 listopada 1997 | Independiente Medellín - Independiente Santa Fe 1:1, karne 4:3 Tulio Guerrero 40s - Roberth Villamizar 51                                 |
| 8 listopada 1997 | Millonarios FC - Unicosta Barranquilla 2:3 Ricardo Perez 20, Marcio Cruz 68 - Wilson Perez 60, 83 Hugo Galeano 75                         |
| 8 listopada 1997 | América Cali - Tolima Ibagué 2:2, karne 3:2 Javier Ferreira 62, Fabio Moreno 63 - Roy Myers 23, Jorjao 49k                                |
| 8 listopada 1997 | Quindío Armenia - Atlético Nacional 1:1, karne 2:3 Ruben Hernandez 63k - Carlos Castro 6                                                  |
| 8 listopada 1997 | Deportivo Pereira - Once Caldas 0:1 Sergio Galvan 46                                                                                      |
| 8 listopada 1997 | Envigado - Deportivo Tuluá 1:1, karne 3:4 Eulalio Arriaga 66 - Rogeiro Da Silva 70                                                        |
| 8 listopada 1997 | Atlético Junior - Unión Magdalena 2:0 Bernardo Redin 40, Victor Pacheco 54                                                                |

#### Tabela grupy A
| Poz | Klub                   | Mecze | Zw | Rem | Por | Pkt   | BrZd | BrStr |
| --- | ---------------------- | ----- | -- | --- | --- | ----- | ---- | ----- |
| 1   | Deportivo Cali         | 22    | 12 | 5/0 | 5   | 47.00 | 39   | 26    |
| 2   | Atlético Bucaramanga   | 22    | 10 | 1/5 | 6   | 37.75 | 35   | 28    |
| 3   | Independiente Santa Fe | 22    | 6  | 3/6 | 7   | 30.00 | 27   | 31    |
| 4   | Independiente Medellín | 22    | 3  | 2/4 | 13  | 17.00 | 26   | 39    |

#### Tabela grupy B
| Poz | Klub                  | Mecze | Zw | Rem | Por | Pkt   | BrZd | BrStr |
| --- | --------------------- | ----- | -- | --- | --- | ----- | ---- | ----- |
| 1   | Millonarios FC        | 22    | 11 | 5/1 | 5   | 44.75 | 34   | 22    |
| 2   | América Cali          | 22    | 8  | 2/5 | 7   | 33.00 | 31   | 28    |
| 3   | Tolima Ibagué         | 22    | 5  | 7/3 | 7   | 32.50 | 18   | 25    |
| 4   | Unicosta Barranquilla | 22    | 4  | 5/1 | 12  | 23.00 | 24   | 39    |

#### Tabela grupy C
| Poz | Klub              | Mecze | Zw | Rem | Por | Pkt   | BrZd | BrStr |
| --- | ----------------- | ----- | -- | --- | --- | ----- | ---- | ----- |
| 1   | Atlético Nacional | 22    | 11 | 1/3 | 7   | 38.25 | 37   | 29    |
| 2   | Once Caldas       | 22    | 6  | 7/5 | 4   | 37.00 | 31   | 29    |
| 3   | Quindío Armenia   | 22    | 9  | 1/5 | 7   | 35.00 | 29   | 27    |
| 4   | Deportivo Pereira | 22    | 5  | 2/4 | 11  | 23.00 | 25   | 35    |

#### Tabela grupy D
| Poz | Klub            | Mecze | Zw | Rem | Por | Pkt   | BrZd | BrStr |
| --- | --------------- | ----- | -- | --- | --- | ----- | ---- | ----- |
| 1   | Atlético Junior | 22    | 10 | 2/3 | 7   | 37.25 | 32   | 26    |
| 2   | Deportivo Tuluá | 22    | 7  | 5/4 | 6   | 35.00 | 25   | 25    |
| 3   | Unión Magdalena | 22    | 9  | 1/3 | 9   | 32.50 | 33   | 31    |
| 4   | Envigado        | 22    | 5  | 6/3 | 8   | 30.00 | 18   | 24    |

### Finał Cuadrangulares

#### Kolejka 1
| Data              | Mecz                                                                                                |
| ----------------- | --------------------------------------------------------------------------------------------------- |
| 19 listopada 1997 | Atlético Junior - Deportivo Tuluá 2:1 J. Edison Dominguez 28, Joseph Mbarga 80 - Nestor Salazar 59  |
| 19 listopada 1997 | Millonarios FC - Atlético Bucaramanga 0:0, karne 4:5                                                |
| 19 listopada 1997 | Once Caldas - Deportivo Cali 1:2 Sergio Alejandro Galvan 22 - Victor Bonilla 36, Hamilton Ricard 55 |
| 19 listopada 1997 | Quindío Armenia - Atlético Nacional 0:0, karne 4:5                                                  |

#### Kolejka 2
| Data              | Mecz                                                                                |
| ----------------- | ----------------------------------------------------------------------------------- |
| 23 listopada 1997 | Deportivo Tuluá - Millonarios FC 1:1, karne 2:3 Casas 84 - Daza 76                  |
| 23 listopada 1997 | Atlético Nacional - Once Caldas 1:0 Castro 82                                       |
| 23 listopada 1997 | Deportivo Cali - Quindío Armenia 1:3 Ricard 57 - Tilger 78, Harrero 80k, Cardoso 90 |
| 23 listopada 1997 | Atlético Bucaramanga - Atlético Junior 2:0 Vasquez 7, Moreno 60                     |

#### Kolejka 3
| Data              | Mecz |
| ----------------- | --- |
| 27 listopada 1997 | Deportivo Cali - Atlético Nacional 4:2 Edison Mafla 6, 16k, Martin Zapata 69, Hamilton Ricard 31 - Neider Morantes 38, Francisco Mosquero 48 |
| 27 listopada 1997 | Once Caldas - Quindío Armenia 2:1 Wilson Coeno 40, Alexander Quicena 76 - Danile Tilger 65                                                   |
| 27 listopada 1997 | Deportivo Tuluá - Atlético Bucaramanga 1:1, karne 2:3 Rubiel Quintano 33 - Henry Vasquez 78                                                  |
| 27 listopada 1997 | Atlético Junior - Millonarios FC 0:0, karne 3:4                                                                                              |

#### Kolejka 4
| Data              | Mecz                                                                                           |
| ----------------- | ---------------------------------------------------------------------------------------------- |
| 30 listopada 1997 | Atlético Nacional - Deportivo Cali 2:1 Angel 45, Grisales 75 - Mafla 74                        |
| 30 listopada 1997 | Quindío Armenia - Once Caldas 1:1, karne 4:3 Rengifo 24 - Valentierra 12k                      |
| 30 listopada 1997 | Millonarios FC - Atlético Junior 3:2 Perez 16, Aponte 45 Cruz 81 - Martinez 38s, Sacramento 85 |
| 30 listopada 1997 | Atlético Bucaramanga - Deportivo Tuluá 1:1, karne 6:5 Restrepo 60 - Da Silva 17                |

#### Kolejka 5
| Data           | Mecz                                                                            |
| -------------- | ------------------------------------------------------------------------------- |
| 3 grudnia 1997 | Atlético Nacional - Quindío Armenia 0:1 Cardoso 75                              |
| 3 grudnia 1997 | Deportivo Cali - Once Caldas 0:1 Congo 75                                       |
| 3 grudnia 1997 | Atlético Bucaramanga - Millonarios FC 1:1, karne 3:4 Espana 66 - Perez 79       |
| 3 grudnia 1997 | Deportivo Tuluá - Atlético Junior 1:1, karne 4:3 Jairo Ampudia 57k - Emerson 84 |

#### Kolejka 6
| Data           | Mecz                                                                                                  |
| -------------- | --- |
| 6 grudnia 1997 | Quindío Armenia - Deportivo Cali 2:1 Tilger 4, 32 - Perez 81                                          |
| 6 grudnia 1997 | Once Caldas - Atlético Nacional 2:1 Valentierra 45, Congo 51 - Comas 44                               |
| 6 grudnia 1997 | Atlético Junior - Atlético Bucaramanga 0:4 Restrepo 35, 87k, Espana 39, Montanez 58                   |
| 6 grudnia 1997 | Millonarios FC - Deportivo Tuluá 4:1 Villareal 24, Cruz 42, B Mosquera 63k, Martinez 69 - da Silva 45 |

#### Tabela grupy A
| Poz | Klub              | Mecze | Zw | Rem | Por | Pkt | BrZd | BrStr |
| --- | ----------------- | ----- | -- | --- | --- | --- | ---- | ----- |
| 1   | Quindío Armenia   | 6     | 3  | 1/1 | 1   | 12  | 8    | 5     |
| 2   | Once Caldas       | 6     | 3  | 0/1 | 2   | 10  | 7    | 6     |
| 3   | Atlético Nacional | 6     | 2  | 1/0 | 3   | 8   | 6    | 8     |
| 4   | Deportivo Cali    | 6     | 2  | 0/0 | 4   | 6   | 9    | 11    |

#### Tabela grupy B
| Poz | Klub                 | Mecze | Zw | Rem | Por | Pkt | BrZd | BrStr |
| --- | -------------------- | ----- | -- | --- | --- | --- | ---- | ----- |
| 1   | Atlético Bucaramanga | 6     | 2  | 3/1 | 0   | 13  | 9    | 3     |
| 2   | Millonarios FC       | 6     | 2  | 3/1 | 0   | 13  | 9    | 5     |
| 3   | Deportivo Tuluá      | 6     | 0  | 1/3 | 2   | 5   | 6    | 10    |
| 4   | Atlético Junior      | 6     | 1  | 0/2 | 3   | 5   | 5    | 11    |

### O III miejsce Torneo Adecuación 1997
| Data            | Mecz                                                                        |
| --------------- | --------------------------------------------------------------------------- |
| 10 grudnia 1997 | Millonarios FC - Once Caldas 2:1 Villareal 4, 54 - Galvan 1                 |
| 13 grudnia 1997 | Once Caldas - Millonarios FC 3:0 Sergio Galvan 32, 46 Adolf Valentierra 10k |

Trzecie miejsce w turnieju Adecuación i prawo gry w turnieju Copa CONMEBOL 1998 zdobył klub Once Caldas.

### Finał Torneo Adecuación 1997
| Data            | Mecz                                                                                              |
| --------------- | ------------------------------------------------------------------------------------------------- |
| 10 grudnia 1997 | Atlético Bucaramanga - Quindío Armenia 2:1 Restrepo 34k, Ballesteros 35 - Marrero 67k             |
| 13 grudnia 1997 | Quindío Armenia - Atlético Bucaramanga 1:1, karne 3:2 Miguel Marrero 59k - Orlando Ballesteros 90 |

Klub Atlético Bucaramanga zwyciężył w turnieju Adecuación 1997 i uzyskał prawo gry o mistrzostwo Kolumbii z klubem América Cali.
Klub Quindío Armenia uzyskał prawo gry w turnieju Copa CONMEBOL 1998.

## Finał Mistrzostw Kolumbii 1996/97
| Data            | Mecz                                                                          |
| --------------- | ----------------------------------------------------------------------------- |
| 17 grudnia 1997 | Atlético Bucaramanga - América Cali 0:1 Jairo Castillo 66                     |
| 21 grudnia 1997 | América Cali - Atlético Bucaramanga 2:0 Adolfo Valencia 43, Julian Trellez 75 |

Mistrzem Kolumbii został klub América Cali, natomiast wicemistrzem - klub Atlético Bucaramanga.